# Pteropyrum aucheri
Pteropyrum aucheri är en slideväxtart som beskrevs av Jaub. & Sp.. Pteropyrum aucheri ingår i släktet Pteropyrum och familjen slideväxter. Inga underarter finns listade i Catalogue of Life.